# COVID-19 в Удмуртии
Распространение COVID-19 в Удмуртии — распространение пандемии (COVID-19) по территории Удмуртии. Первые подтверждённые случаи на территории Удмуртской Республики были выявлены 22 марта 2020 года. В Удмуртии на 7 июля зарегистрировано 1592 случаев заражения новым видом коронавируса, 17 летальных исходов, 1252 пациента вылечились.

## Количество заразившихся COVID-19 в Удмуртии
| дата       | новых заболевших | всего |
| ---------- | ---------------- | ----- |
| 22.03.2020 | +2               | 2     |
| 27.03.2020 | +2               | 4     |
| 04.04.2020 | +1               | 5     |
| 07.04.2020 | +4               | 9     |
| 09.04.2020 | +2               | 11    |
| 11.04.2020 | +2               | 13    |
| 13.04.2020 | +6               | 19    |
| 14.04.2020 | +23              | 42    |
| 15.04.2020 | +4               | 46    |
| 16.04.2020 | +12              | 58    |
| 17.04.2020 | +4               | 62    |
| 18.04.2020 | +30              | 92    |
| 19.04.2020 | +45              | 137   |
| 21.04.2020 | +16              | 153   |
| 22.04.2020 | +15              | 168   |
| 23.04.2020 | +10              | 178   |
| 24.04.2020 | +15              | 193   |
| 25.04.2020 | +9               | 202   |
| 26.04.2020 | +5               | 207   |
| 27.04.2020 | +5               | 212   |
| 28.04.2020 | +6               | 218   |
| 29.04.2020 | +10              | 228   |
| 30.04.2020 | +9               | 237   |
| 01.05.2020 | +7               | 244   |
| 02.05.2020 | +27              | 271   |
| 03.05.2020 | +43              | 314   |
| 04.05.2020 | +18              | 332   |
| 05.05.2020 | +12              | 344   |
| 08.05.2020 | +7               | 351   |
| 09.05.2020 | +18              | 370   |
| 10.05.2020 | +19              | 389   |
| 11.05.2020 | +6               | 395   |
| 13.05.2020 | +7               | 402   |
| 14.05.2020 | +6               | 408   |
| 15.05.2020 | +14              | 422   |
| 16.05.2020 | +14              | 436   |
| 17.05.2020 | +5               | 441   |
| 18.05.2020 | +11              | 452   |
| 19.05.2020 | +6               | 458   |
| 20.05.2020 | +5               | 463   |
| 21.05.2020 | +14              | 477   |
| 22.05.2020 | +15              | 492   |
| 23.05.2020 | +18              | 510   |
| 24.05.2020 | +19              | 529   |
| 25.05.2020 | +20              | 549   |
| 26.05.2020 | +10              | 559   |
| 27.05.2020 | +24              | 583   |
| 28.05.2020 | +22              | 605   |
| 29.05.2020 | +24              | 629   |
| 30.05.2020 | +23              | 652   |
| 31.05.2020 | +30              | 682   |
| 01.06.2020 | +35              | 717   |
| 02.06.2020 | +53              | 770   |
| 03.06.2020 | +52              | 822   |
| 04.06.2020 | +43              | 865   |
| 05.06.2020 | +39              | 904   |
| 06.06.2020 | +32              | 936   |
| 07.06.2020 | +27              | 963   |
| 08.06.2020 | +24              | 987   |
| 09.06.2020 | +24              | 1011  |
| 10.06.2020 | +20              | 1031  |
| 11.06.2020 | +22              | 1053  |
| 12.06.2020 | +20              | 1073  |
| 13.06.2020 | +21              | 1094  |
| 14.06.2020 | +20              | 1114  |
| 15.06.2020 | +19              | 1133  |
| 16.06.2020 | +20              | 1153  |
| 17.06.2020 | +22              | 1175  |
| 18.06.2020 | +20              | 1195  |
| 19.06.2020 | +21              | 1216  |
| 20.06.2020 | +19              | 1235  |
| 21.06.2020 | +19              | 1254  |
| 22.06.2020 | +18              | 1272  |
| 23.06.2020 | +22              | 1294  |
| 24.06.2020 | +20              | 1314  |
| 25.06.2020 | +20              | 1334  |
| 26.06.2020 | +23              | 1357  |
| 27.06.2020 | +22              | 1379  |
| 28.06.2020 | +21              | 1400  |
| 29.06.2020 | +20              | 1420  |
| 30.06.2020 | +20              | 1440  |
| 01.07.2020 | +19              | 1459  |
| 02.07.2020 | +17              | 1476  |
| 03.07.2020 | +23              | 1499  |
| 04.07.2020 | +20              | 1519  |
| 05.07.2020 | +18              | 1537  |
| 06.07.2020 | +17              | 1554  |
| 07.07.2020 | +38              | 1592  |
| 26.09.2020 | +113             | 4941  |

## Количество заразившихся в Удмуртии по районам
По состоянию на 26 июня 2020 года в районах Удмуртии выявлены следующие данные:
Ижевск - 595
Можга - 193
Алнашский район - 117
Завьяловский район - 91
Малопургинский район - 54
Глазов - 36
Воткинский район - 33
Балезинский район - 33
Можгинский район - 23
Граховский район - 19
Увинский район - 17
Сарапул -25
Глазовский район - 13
Сарапульский район - 15
Ярский район - 8
Воткинск - 10
Красногорский район - 7
Шарканский район - 6
Якшур-Бодьинский район - 7
Игринский район -13
Кезский район - 6
Кизнерский район - 5
Камбарский район - 5
Дебёсский район - 3
Сюмсинский район - 3
Селтинский район - 3
Вавожский район - 10
Юкаменский район - 2
Камбарка - 2
Каракулинский район - 2
Киясовский район - 1

## Хронология
18 марта глава Удмуртии Александр Бречалов подписал распоряжение о введении режима повышенной готовности из-за риска распространения коронавируса на территории республики. 
Сегодня в Удмуртии ситуация стабильная. Пока нет ни одного заболевшего коронавирусной инфекцией. Для того чтобы ее сохранить, принято решение о введении режима повышенной готовности. Глава Удмуртии находится в постоянном контакте с правительством России, мы получаем всю необходимую информацию и помощь. Причин для паники и беспокойства у населения нет",— отметил председатель правительства республики Ярослав Семенов. 
17 марта ИжГСХА, ИжГТУ, ГГПИ перешли на дистанционное обучение.
С 19 марта в республике запрещено проведение массовых мероприятий с числом участников более 500 человек.
22 марта в Удмуртии выявлено два первых случая заболевания коронавирусной инфекцией. Заразившийся 27-летний молодой человек вернулся из Венгрии, а заболевшая 20-летняя девушка из Швейцарии.
23 марта школы Удмуртии перешли на каникулы с дальнейшей дистанционной формой обучения.
УдГУ перешёл на дистанционную форму обучения.
24 марта во всех городах Удмуртии ввели запрет на проведение массовых мероприятий с участием 50-100 человек.
27 марта было выявлено два новых случая заражения коронавирусной инфекцией. Это родственники первых заболевших.
С 28 марта марта по 5 апреля закроют ночные клубы, детские центры, фитнес-клубы, сауны, кинотеатры, фудкорты, бассейны. Кафе и рестораны будут работать до 20:00. Детские сады — в режиме свободного посещения.
30 марта были закрыты все мечети для коллективных и пятничных намазов до отмены режима пандемии из-за коронавируса.
31 марта троих жителей Удмуртии выписали из больницы, так как они вылечились от инфекции.
Власти вводят домашний режим самоизоляции для всех жителей региона, независимо от возраста.
1 апреля многодетные семьи Удмуртии начали получать продуктовые наборы на время действия режима самоизоляции.
4 апреля был выявлен пятый заразившийся коронавирусной инфекцией. Им оказался 35-летний мужчина — один из пассажиров лайнера Costa Magica.
7 апреля зарегистрировали еще четыре случая заражения коронавирусом.
9 апреля в Удмуртии было подтверждено еще два случая заражения COVID-19. Это женщины 57 и 77 лет.
10 апреля Городскую клиническую больницу № 1 в Ижевске закрыли на карантин из-за двух подтвержденных случаев коронавируса у больных пневмонией.
11 апреля было выявлено еще два случая заражения коронавирусом. Инфекцию подтвердили у двух мужчин.
В двух сельских поселениях объявляется карантин — это село Малая Пурга и деревня Баграш-Бигра.
13 апреля выявлено шесть новых случаев заражения коронавирусом. Большинство из них лежали в теперь закрытой на карантин Горбольницы № 1 Ижевска. Первый случай заболевания инфекцией выявлен в городе Глазов. Ранее случаи регистрировались только в Ижевске и Малопургинском районе.
14 апреля В Удмуртии зарегистрировали 23 новых случая заражения коронавирусной инфекцией,это 17 пациентов и сотрудников закрытой на карантин Городской клинической больницы № 1 Ижевска,1 житель поселка Яр, прибывший из Москвы. Один человек выздоровел.
Глава Удмуртии Александр Бречалов сообщил: в города Удмуртии ограничат въезд и выезд с 20 апреля. Для Глазова ограничения вводятся с 17 апреля. На въездах и выездах из городов установят контрольно-пропускные пункты, где будут проверять документы. Храмы в республике закроют с 17 апреля до особого распоряжения. Прибывшие из Москвы, Санкт-Петербурга и Московской области должны будут самоизолироваться.
15 апреля подтвердилось еще четыре случая заражения COVID-19 в Удмуртии. Диагноз подтвердился у двух жителей Ижевска, жителя Малопургинского района, прибывшего из Москвы, и жителя Дебесского района.
16 апреля лабораторно подтвердили ещё 12 случаев коронавируса.

Зафиксировано три случая смерти от коронавируса, общее количество зараженных новой инфекцией достигло 58. Два человека выздоровело.
«На 16 апреля в Удмуртии выявлено еще 12 случаев заражения — трое жителей Ижевска, трое из Алнашского района, четыре из Граховского, один из Камбарки и один из Каракулинского района. Практически все люди приехали из других регионов, где работают»,— отметил господин Бречалов.
С 15:00 16 апреля в Алнашском и Граховском районах Удмуртии вводят карантин. Въезд и выезд будет осуществляться в особом режиме контроля со стороны МВД и Росгвардии.
17 апреля в Удмуртии выявили четыре новых случая заражения коронавирусом
18 апреля выявлено 30 случаев заражения. Александр Бречалов отметил, что 26 из них это пациенты ГКБ №1 в Ижевске, которая ранее была закрыта на карантин. 1 человек выздоровел.
Весеннюю охоту запретили в Удмуртии из-за ситуации с коронавирусом.
За 19 апреля зарегистрировано 45 случаев заражения коронавирусной инфекцией, из них 17 — это пациенты ГКБ №1 Ижевска.
21 апреля выявлено ещё 16 случаев заражения коронавирусом  в Удмуртии. На 21 апреля под наблюдением на коронавирусную инфекцию в Удмуртии находится 231 человек, что на 36 больше, чем сутки ранее. Из них 42 ребенка.
22 апреля -15 новых случаев заражения коронавирусом.
23 апреля выявили еще 10 случаев заражения коронавирусом, один человек скончался и один выздоровел.
24 апреля подтвердили 15 новых случаев заражения коронавирусной инфекцией.
Стало известно, что с 27 апреля в Малой Пурге и Баграш-Бигре планируют снять карантин.
27 апреля еще два пациента с COVID-19 скончались, сообщил глава республики Александр Бречалов на своей странице во «ВКонтакте».
29 апреля выявили 10 новых случаев заражения коронавирусной инфекцией. Еще две пациентки с COVID-19 скончались, шесть человек вылечились.
С 30 апреля в Удмуртии расширят список организаций и индивидуальных предпринимателей, которые смогут возобновить работу. Как сообщил в прямом эфире «Вконтакте» глава республики Александр Бречалов, с завтрашнего дня ограничения снимаются с компаний, предоставляющих бытовые услуги, в частности ремонта часов, бытовой техники, химчисток и т.п. Это касается также точек в торговых центрах при соблюдении всех санитарных норм и правил.
Жители Удмуртии с 30 апреля будут обязаны носить маски при посещении аптек, работающих магазинов, пользовании общественного транспорта, в том числе такси, а также на остановках общественного транспорта. Об этом в прямом эфире «Вконтакте» заявил глава республики Александр Бречалов.
Выявлено ещё 9 случаев заболевания
В ГКБ №1 в Ижевске и Кизнерской районной больнице сняли карантин.
1 мая ещё одна пожилая пациентка с COVID-19 скончалась в Удмуртии, подтвердили семь новых случаев заражения, выздоровели 14 человек.
12 мая в Алнашском и Граховском районах Удмуртии сняли карантин.
16 мая бывший сенатор от Удмуртии Виктор Шудегов ушел из жизни. У него был коронавирус.
19 мая прокуратура и следственное управление следственного комитета Удмуртии принимают заявления от медработников региона о полной или частичной невыплате надбавок за работу с коронавирусными больными.
22 мая предприятия общепита в Удмуртии смогут возобновить работу не раньше 1 июня. Об этом сказал глава региона Александр Бречалов в эфире на своей странице во «ВКонтакте».
23 мая первый случай заражения выявили в Сюмсинском районе.
24 мая дополнительные ограничительные мероприятия ввели в Можге из-за роста числа заболевших коронавирусом.